# 延长高速公路

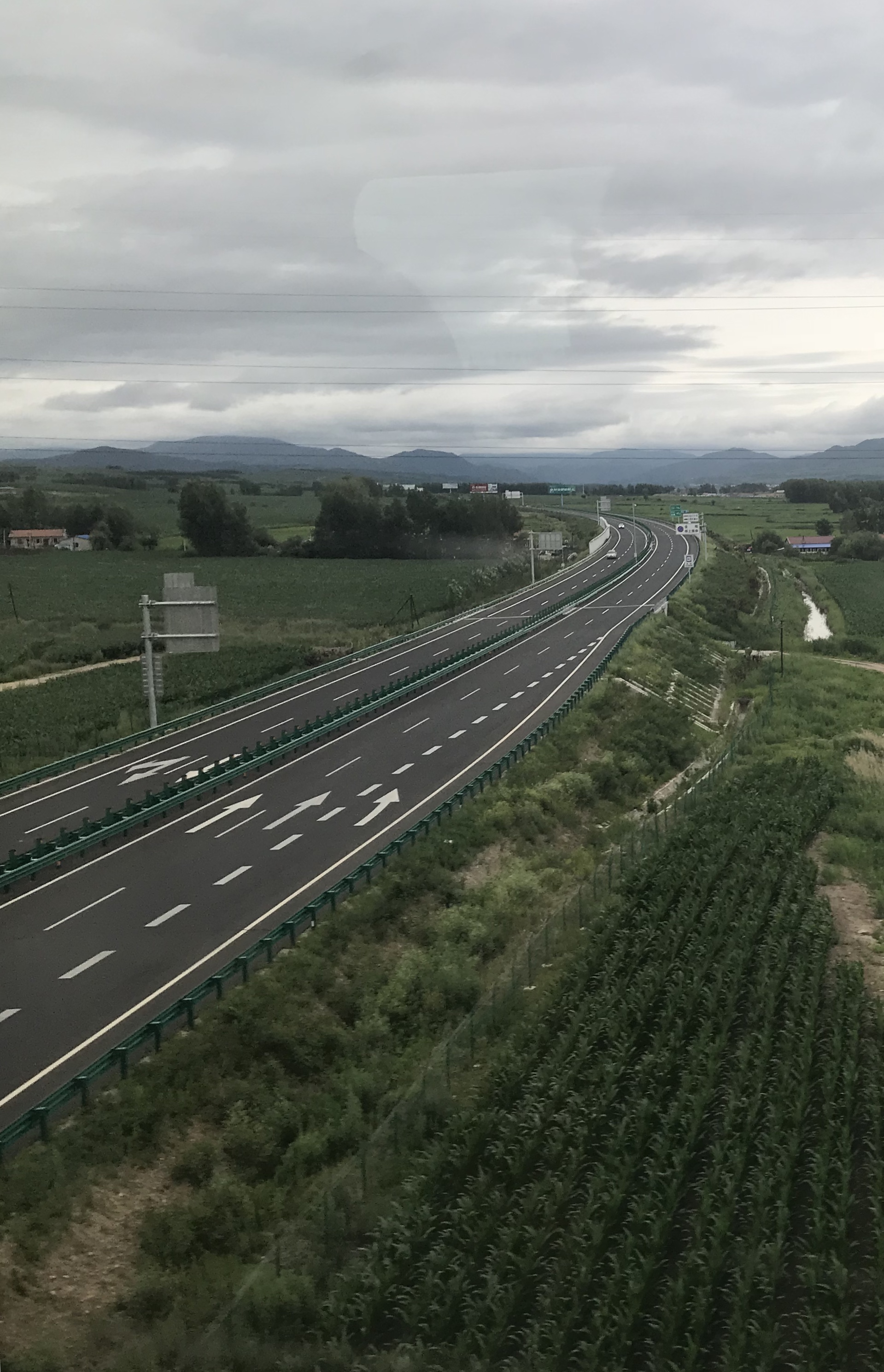
延龙高速公路

延吉—长春高速公路，简称延长高速，是一条中国国家高速公路，编号G1221。全线位于吉林省境内，起点在延边朝鲜族自治州延吉市八道村与珲乌高速连接，终点在长春市。

## 历史
2011年，《汪清至大蒲柴河高速公路延吉至大蒲柴河段可行性研究报告》获吉林省发改委批复，工期为3年，预计投资110多亿元。延吉至大蒲柴河高速公路（简称延蒲高速），主线起点为延吉市八道镇，经朝阳川镇、头道镇、西城镇、古洞河、松江镇、两江镇、止于敦化市大蒲柴河镇松江河村东侧，与鹤大高速连接，全长168.39公里。长白山联络线，现称G1215松长高速公路，起自主线池北互通，止于二道白河镇，全长13.744公里。连接线包括：
- 延吉连接线，全长9.55公里；
- 二道白河连接线，全长1.84公里；
- 和龙互通连接线约4.785公里

先期建设延吉龙井段(延龙高速公路)，全长33公里，概算投资33.9亿元，2014年开工建设，2016年10月31日通车。龙井到大蒲柴河段（龙蒲高速公路)，全长134.166公里，设计速度为每小时100公里，双向四车道，设大桥35座，特长隧道2座（甄峰岭1号、2号隧道，工期四年，为全线控制工程）、长隧道2座、短隧道2座，服务区2处。在西城、和龙、松江、池北、两江、四湖（一期工程）6处设置互通式立交，预留仙峰1处互通式立交。估算总投资约为115.62亿元。项目法人为吉林省高速公路集团有限公司。2016年5月16日获得《国家发展改革委关于吉林省龙井至大蒲柴河公路可行性研究报告的批复》（发改基础〔2016〕1053号）。招标工作在2016年9月份完成，9家施工单位（中铁建十九局、中交一局厦门工程公司、中南建设集团有限公司等）、2家监理单位、3家中心实验室2016年10月初进场开工。2017年开春全面动工。2020年9月通车。
大蒲柴河至烟筒山段高速公路，路线起于大蒲柴河镇金沙河屯，与在建的延蒲高速公路终点顺接，同时设枢纽互通立交与已建的鹤大高速公路（G11）相接，经金沟屯、夹皮沟镇北、老金厂北、板庙子、红石镇北、公吉屯、桦甸市南侧的苏密沟、呼兰镇东、驿马镇西、终点位于沈吉高速烟筒山互通，全长191.984公里，100公里/小时，双向四车道。设特大桥1207米/1座、大桥15884.1米/37座。隧道24268米/18座（其中：摇金沟隧道长698米）互通立交10处，U型转弯1处，分离立交24处。设2条连接线，分别为老金厂连接线和莲花山连接线。
烟筒山至长春段高速公路，长40km，处于国家高速公路网项目前期工作。